# Molly Meacher, Baroness Meacher

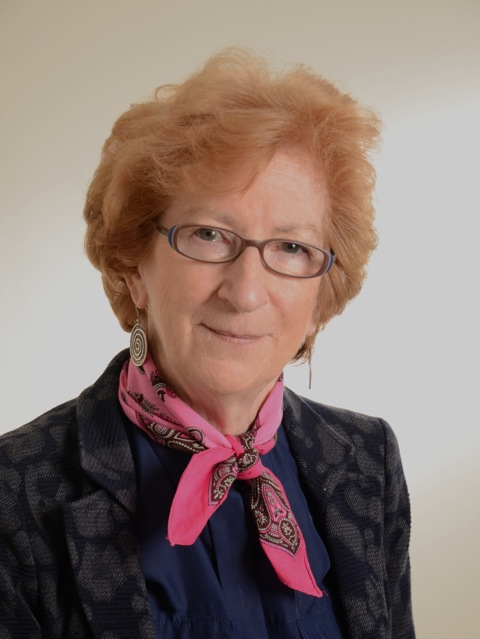
Molly Meacher, Baroness Meacher

Molly Christine Meacher, Baroness Meacher (geborene Reid, * 15. Mai 1940), bekannt von 2000 bis 2006 als Baroness Layard, ist eine britische Sozialarbeiterin und Life Peeress.

## Leben und Karriere
Meacher wurde im Mai 1940 geboren. Sie besuchte die Berkhamsted School for Girls und die University of York, wo sie 1970 mit einem Bachelor of Arts in Wirtschaftswissenschaften abschloss und die University of London, wo sie ein 1980 ein Certificate of Qualification in Social Work erhielt.
Sie war Sozialarbeiterin in Nordlondon und arbeitete für die Mental Health Foundation. Von 1991 bis 1994 war Meacher leitende Beraterin der russischen Regierung im Bereich Arbeit. Im Anschluss war sie bis 2002 war sie stellvertretende Vorsitzende (Deputy Lieutenant) der Police Complaints Authority.
Von 2002 bis 2004 war sie Vorsitzende (Chair) der Security Industry Authority. 2004 wurde sie zur Vorsitzenden des East London and City Mental Health Trust ernannt. Von 2007 bis 2012 war sie Vorsitzende des East London NHS Foundation Trust.

## Mitgliedschaft im House of Lords
Meacher wurde am 2. Mai 2006 als Baroness Meacher, of Spitalfields in the London Borough of Tower Hamlets, zur Life Peeress ernannt. Im House of Lords schloss sie sich der Fraktion der Crossbencher an. Ihre offizielle Einführung erfolgte am 10. Oktober 2006 mit der Unterstützung von John Stevens, Baron Stevens of Kirkwhelpington und Gillian Shephard, Baroness Shephard of Northwold.
Als Themen von politischem Interesse nennt sie auf der Webseite des Oberhauses geistige Gesundheit, Strafrechtspflege, Sozialleistungen und soziale Betreuung. Als Staat von Interesse nennt sie Russland.

## Weitere Ämter
Von 1987 bis 1992 war sie Commissioner des Mental Health Act. Von 1994 bis 1998 war sie Non-executive director des Tower Hamlets Healthcare Trust. Beim Home Office Forum for Forensic Physicians war sie von 2002 bis 2004 Vorsitzende. Von 2004 bis 2008 war sie dies beim Clinical Ethics Committee des Central and North West London Mental Health Trust.

## Familie
1962 heiratete sie den Unterhausabgeordneten Michael Meacher (1939–2015), mit dem sie zwei Söhne und zwei Töchter hat. Sie ließen sich 1987 scheiden. 1991 heiratete sie Richard Layard, der 2000 als Baron Layard zum Life Peer erhoben wurde. Sie und ihr zweiter Ehemann sind eines der wenigen Paare die beide Titel aus eigenem Recht tragen.

## Veröffentlichungen
- Scrounging on the Welfare, 1972, Arrow Books, ISBN 978-0-09-909880-5
- To Him Who Hath, 1977, Penguin Books, ISBN 978-0-14-021976-0 (mit Frank Field)
- New Methods of Mental Health Care, 1979, Pergamon Press, ISBN 978-0-08-022264-6 (mit Michael Meacher)
- The Mentally Disordered Offender, 1991, Butterworth-Heinemann Ltd, ISBN 978-0-7506-0028-6 (Beitrag)